# Lijst van Deense ministers van Buitenlandse Zaken

## Ministers van Buitenlandse Zaken van Denemarken (1968–heden)
| Minister van Buitenlandse Zaken  | Minister van Buitenlandse Zaken | Minister van Buitenlandse Zaken    | Ambtstermijn         | Ambtstermijn      | Partij(en)     | Premier(s)                          | Kabinet(en)          |
| -------------------------------- | ------------------------------- | ---------------------------------- | -------------------- | ----------------- | -------------- | ----------------------------------- | -------------------- |
|                                  | Poul Hartling                   | Poul Hartling (1914–2000)          | 2 februari 1968      | 11 oktober 1971   | VDL            | Hilmar Baunsgaard (1968–1971)       | Baunsgaard           |
|                                  | Knud Børge Andersen             | Knud Børge Andersen (1914–1984)    | 11 oktober 1971      | 19 december 1973  | SD             | Jens Otto Krag (1971–1972)          | Krag III             |
| Anker Jørgensen (1972–1973)      | Knud Børge Andersen             | Knud Børge Andersen (1914–1984)    | 11 oktober 1971      | 19 december 1973  | SD             | Jørgensen I                         |                      |
|                                  |                                 | Ove Guldberg (1918–2008)           | 19 december 1973     | 13 februari 1975  | VDL            | Poul Hartling (1973–1975)           | Hartling             |
|                                  | Knud Børge Andersen             | Knud Børge Andersen (1914–1984)    | 13 februari 1975     | 1 juni 1978       | SD             | Anker Jørgensen (1975–1982)         | Jørgensen II         |
|                                  | Anker Jørgensen                 | Anker Jørgensen (1922–2016)        | 1 juni 1978          | 30 augustus 1978  | SD             | Anker Jørgensen (1975–1982)         | Jørgensen II         |
|                                  | Henning Christophersen          | Henning Christophersen (1939–2016) | 30 augustus 1978     | 26 oktober 1979   | VDL            | Anker Jørgensen (1975–1982)         | Jørgensen III        |
|                                  |                                 | Kjeld Olesen (1932–2024)           | 26 oktober 1979      | 10 september 1982 | SD             | Anker Jørgensen (1975–1982)         | Jørgensen IV         |
| Jørgensen V                      |                                 | Kjeld Olesen (1932–2024)           | 26 oktober 1979      | 10 september 1982 | SD             | Anker Jørgensen (1975–1982)         |                      |
|                                  | Uffe Ellemann-Jensen            | Uffe Ellemann- Jensen (1941–2022)  | 10 september 1982    | 25 januari 1993   | VDL            | Poul Schlüter (1982–1993)           | Schlüter I           |
| Schlüter II                      | Uffe Ellemann-Jensen            | Uffe Ellemann- Jensen (1941–2022)  | 10 september 1982    | 25 januari 1993   | VDL            | Poul Schlüter (1982–1993)           |                      |
| Schlüter III                     | Uffe Ellemann-Jensen            | Uffe Ellemann- Jensen (1941–2022)  | 10 september 1982    | 25 januari 1993   | VDL            | Poul Schlüter (1982–1993)           |                      |
| Schlüter IV                      | Uffe Ellemann-Jensen            | Uffe Ellemann- Jensen (1941–2022)  | 10 september 1982    | 25 januari 1993   | VDL            | Poul Schlüter (1982–1993)           |                      |
|                                  | Niels Helveg Petersen           | Niels Helveg Petersen (1939–2017)  | 25 januari 1993      | 20 december 2000  | RV             | Poul Nyrup Rasmussen (1993–2001)    | P.N. Rasmussen I     |
| P.N. Rasmussen II                | Niels Helveg Petersen           | Niels Helveg Petersen (1939–2017)  | 25 januari 1993      | 20 december 2000  | RV             | Poul Nyrup Rasmussen (1993–2001)    |                      |
| P.N. Rasmussen III               | Niels Helveg Petersen           | Niels Helveg Petersen (1939–2017)  | 25 januari 1993      | 20 december 2000  | RV             | Poul Nyrup Rasmussen (1993–2001)    |                      |
| P.N. Rasmussen IV                | Niels Helveg Petersen           | Niels Helveg Petersen (1939–2017)  | 25 januari 1993      | 20 december 2000  | RV             | Poul Nyrup Rasmussen (1993–2001)    |                      |
|                                  | Mogens Lykketoft                | Mogens Lykketoft (1946)            | 20 december 2000     | 27 november 2001  | SD             | Poul Nyrup Rasmussen (1993–2001)    |                      |
|                                  | Per Stig Møller                 | Per Stig Møller (1942)             | 27 november 2001     | 23 februari 2010  | DKF            | Anders Fogh Rasmussen (2001–2009)   | A.F. Rasmussen I     |
| A.F. Rasmussen II                | Per Stig Møller                 | Per Stig Møller (1942)             | 27 november 2001     | 23 februari 2010  | DKF            | Anders Fogh Rasmussen (2001–2009)   |                      |
| A.F. Rasmussen III               | Per Stig Møller                 | Per Stig Møller (1942)             | 27 november 2001     | 23 februari 2010  | DKF            | Anders Fogh Rasmussen (2001–2009)   |                      |
| Lars Løkke Rasmussen (2009–2011) | Per Stig Møller                 | Per Stig Møller (1942)             | 27 november 2001     | 23 februari 2010  | DKF            | L.L. Rasmussen I                    |                      |
| Lars Løkke Rasmussen (2009–2011) |                                 | Lene Espersen                      | Lene Espersen (1965) | 23 februari 2010  | 3 oktober 2011 | L.L. Rasmussen I                    | DKF                  |
|                                  | Villy Søvndal                   | Villy Søvndal (1952)               | 3 oktober 2011       | 12 december 2013  | SF             | Helle Thorning- Schmidt (2011–2015) | Thorning- Schmidt I  |
|                                  | Holger Kirkholm Nielsen         | Holger Kirkholm Nielsen (1950)     | 12 december 2013     | 30 januari 2014   | SF             | Helle Thorning- Schmidt (2011–2015) | Thorning- Schmidt I  |
|                                  | Martin Lidegaard                | Martin Lidegaard (1966)            | 30 januari 2014      | 28 juni 2015      | RV             | Helle Thorning- Schmidt (2011–2015) | Thorning- Schmidt II |
|                                  | Kristian Jensen                 | Kristian Jensen (1971)             | 28 juni 2015         | 28 november 2016  | VDL            | Lars Løkke Rasmussen (2015–2019)    | L.L. Rasmussen II    |
|                                  | Anders Samuelsen                | Anders Samuelsen (1967)            | 28 november 2016     | 27 juni 2019      | LA             | Lars Løkke Rasmussen (2015–2019)    | L.L. Rasmussen III   |
|                                  | Jeppe Kofod                     | Jeppe Kofod (1974)                 | 27 juni 2019         | 15 december 2022  | SD             | Mette Frederiksen (2019–heden)      | Frederiksen I        |
|                                  | Lars Løkke Rasmussen            | Lars Løkke Rasmussen (1964)        | 15 december 2022     | heden             | MD             | Mette Frederiksen (2019–heden)      | Frederiksen II       |